# أولاد بوريمة
أولاد بوريمة قرية وجماعة قروية مغربية شمال المملكة، تنتمي إلى إقليم جرسيف، شرقي مدينة فاس، تضم جماعة أولاد بوريمة 1.951 نسمة (إحصاء 2004).